# 星の古記録
『星の古記録』（ほしのこきろく）は、古天文学者、斉藤国治による新書である。1982年岩波新書で出版された。
古天文学は古い文献の天文事件の記録を調べ、天体の軌道計算で当時の状況を再現検証する学問である。古天文学の成果の紹介と天文学の歴史のエピソードが紹介されている。

## 内容概要
- 1　星月に入る--星食
- 2　日蝕え尽きたり--日食
- 3　歳星氐を犯す--惑星の合犯

- 4　『明月記』の客星--超新星の爆発

　かに星雲の超新星爆発の記録を残した藤原定家の『明月記』などについて
- 5　光り物--流星と隕石

　『日本書紀』など日本の古記録に現れる流星、隕石の記録
- 6　ハレー彗星--その二千年の履歴
- 7　南極老人星--カノープス
- 8　シリウスはむかし赤かったか

全天で1番明るく、青白色に輝く恒星シリウスがバビロンや古代ローマの記録や『アルマゲスト』の中で赤い星と呼ばれていたことを考察する。
- 9　ガリレオ衛星は中国で発見されていたか

1610年にガリレオが発見した木星の衛星を紀元前4世紀の中国の学者、甘徳が肉眼で観測したとすることについて
- 10　科学の黒船--金星過日

明治6年（1873年）の金星の日面通過の観測に、日本にもアメリカ合衆国、メキシコ、フランスの観測隊が訪れた。彼らの活動とそれを迎えた日本人の事跡。
- 11　黒い太陽--本邦初のコロナ観測

明治20年（1887年）の日本での皆既日食の観測。イギリス王立天文学会誌にコロナ写真が掲載された荒井郁之助の事跡と観測に訪日したデイヴィッド・ペック・トッドらの事跡。

## 書誌情報
- 『星の古記録』 斉藤国治、岩波新書（1982年）ISBN 4004202078